# Поляруш, Дмитрий Владимирович
Дмитрий Владимирович Поляруш (род. 20 сентября 1970, Березники, Пермская область) — советский и белорусский батутист, многократный чемпион мира и Европы, участник двух Олимпийских игр (2000, 2004), заслуженный мастер спорта СССР, тренер, спортивный функционер.

## Биография
Родился в 1970 году в Березниках. В 1993 году переехал в Витебск и стал представлять на соревнованиях Республику Беларусь.
Чемпион (1994, 1996, 2003), серебряный (1994, 1996) и бронзовый (2001) призер чемпионатов мира,
чемпион (1993, 1995) и серебряный призер (1993, 1995) чемпионатов Европы.
На Олимпийских играх 2000 года в Сиднее занял 5-е место, на Олимпийских играх 2004 года в Афинах занял 4-е место.
С 1998 года живет и работает тренером в городе Лафейетт, штат Луизиана, США. В 2004 завершил спортивную карьеру году.
В 2005 году организовал международный турнир на свои призы — «Славянские игры», проводимый раз в два года в Витебске.
В 2016 году избран заместителем председателя технического комитета по прыжкам на батуте Международной федерации гимнастики (FIG) на проходящем в Токио 81-м конгрессе спортивной организации.